# Менделин, Ирене
Айна Ирене Менделин (фин. Aina Irene Mendelin; 27 декабря 1864, Йювяскюля, Великое княжество Финляндское, Российская империя — 14 сентября 1944, Саариярви, Вааса) — финская поэтесса и общественная активистка. Первая женщина, выпустившая книгу стихов на финском языке.
Родилась в семье Карла Эдварда Менделина (1827—1878), финского шведа, смотрителя тюрьмы в Або. Окончила гимназию в своём родном городе (1882), в 1889—1893 гг. училась в Высшей школе для девушек в Гельсингфорсе, где её наставниками в области литературы стали известные финские педагоги Вальфрид Васениус, Бернхард Фредрик и Ида Годенхьельмы.
Публиковала стихи в периодике с 1883 г. В 1893 году выпустила книгу стихов «В берёзовой роще» (фин. Koivikossa), вторая книга вышла в 1899 году под тем же названием. Оба сборника, упорядоченные по тематическим разделам, включали пейзажную и любовную лирику, бытовые зарисовки, поэтические посвящения видным деятелям финской культуры (Йосефу Юлиусу Векселлю, Уно Сигнеусу, Йоханнесу Таканену, Аукусти Уотила, Вольмару Шильдту и другим), стихи на социальные темы. По мнению Арвида Мёрнэ, откликнувшегося рецензией на вторую книгу Менделин, её социальная поэзия носит невыносимо шаблонный характер, паразитируя на манере С. Топелиуса, однако в лирических стихах поэтесса демонстрирует высокое напряжение[что?] и нравственную силу.
В дальнейшем по большей части отошла от поэзии. В 1906—1929 гг. работала в таможенном управлении в Ювяскюля и была активисткой различных общественных организаций. В 1915—1929 гг. секретарь Общества трезвости центральной Финляндии, одновременно в 1916—1929 гг. председатель Общества защиты животных Центральной Финляндии. В 1915 году опубликовала третий сборник, «Листки берёзовой рощи» (фин. Lehtisiä koivikosta).
Ряд стихотворений Менделин положен на музыку финскими композиторами (в частности, Эркки Мелартином). Особую популярность приобрела песня «Тихо, как волна в пруду» (фин. Hiljaa juuri kuin lammen laine), на музыку Иона Ивановича, вошедшая в репертуар Тапио Раутаваары и записанная им в 1957 году.